# Жан Франсуа Жербільйон

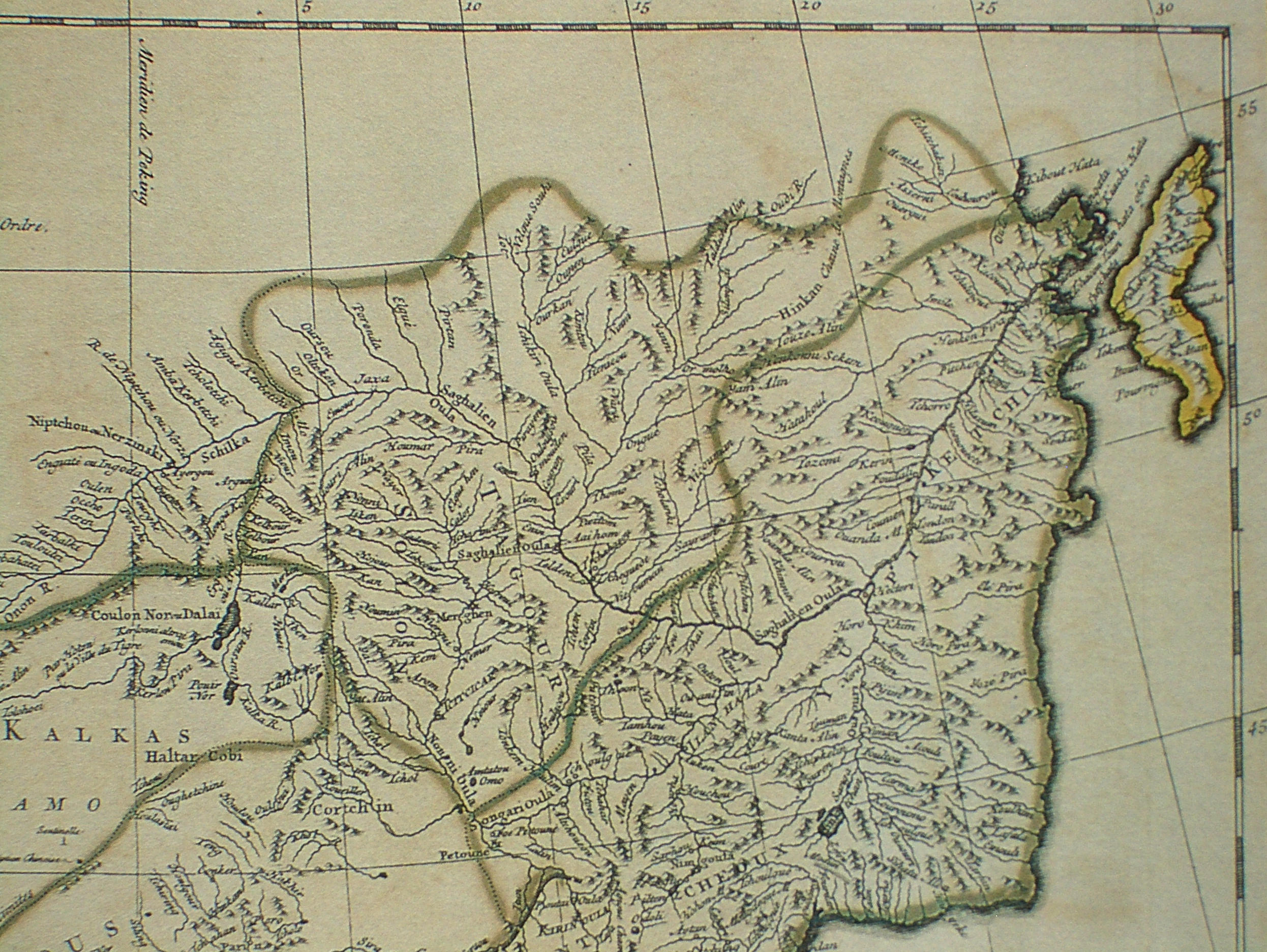
Нерчинськ — лише один з пунктів, нанесений Жербійоном на єзуїтські мапи

Жан Франсуа Жербільон, правильніше - Жербійон (фр. Jean-François Gerbillon, 4 червня 1654, Верден, Франція - 27 березня 1707, Пекін, Імперія Цін) —  французький вчений місіонер-єзуїт в Китаї, куди він вирушив 1680 року.
Допущений до двору імператора Кансі, Жербійон став його лікарем і вчителем математики; кілька разів успішно вів торгові переговори з росіянами (див. Нерчинський договір). Згодом отримав дозвіл влаштувати в Пекіні єзуїтську колегію, яка процвітала до його смерті.
Відомі два його трактати по  геометрії китайською та «татарською» (маньчжурською) мовами. Його замітки про Північно-Східний Китай опубліковані у Франції як Observations historiques sur la grande Tartarie (в «Description» Дюгальда) і Relations de huit voyages en Tartarie faits par ordre de l'empereur de Chine (1688 - 1698, там же).